# Toyota TF108
Chronologie des modèles (2008)
Toyota TF107 Toyota TF109
La Toyota TF108 est la monoplace de l'écurie Toyota F1 Team engagée pour la saison 2008 de Formule 1. Conçue sous la direction technique de l'ingénieur français Pascal Vasselon, elle a été dévoilée le 10 janvier 2008 à Cologne, en Allemagne, au siège de l'écurie. Elle est pilotée en course par l'Italien Jarno Trulli et l'Allemand Timo Glock. Le Japonais Kamui Kobayashi est le pilote d'essais.
La TF108 possède quelques caractéristiques communes à ses devancières, mais a été profondément retouchée après le gros échec de la saison 2007. Les principales caractéristiques de la nouvelle voiture sont un long empattement, une importante mise à niveau sur le plan aérodynamique, une nouvelle suspension et une nouvelle boite de vitesses. Un nouvel élément majeur de cette monoplace est le système électronique commun Standard Engine Control Unit (SECU), qui équipe toutes les écuries, l'antipatinage et d'autres aides électroniques ayant été supprimés.
Après un double abandon lors du Grand Prix inaugural en Australie, Jarno Trulli inscrit les premiers points de l'écurie au Grand Prix suivant, en Malaisie. Timo Glock doit attendre la septième épreuve de la saison, au Canada, pour rapporter des points pour le compte de l'écurie japonaise. La TF108 connaît néanmoins deux podiums : une troisième place pour Trulli lors du Grand Prix de France, à l'issue d'une bataille avec la McLaren-Mercedes d'Heikki Kovalainen, et une deuxième place pour Glock au Grand Prix de Hongrie.
Toyota termine cinquième du championnat des constructeurs, avec 56 points, nettement mieux qu'en 2007.

## Bilan de la saison 2008
Départs en Grands Prix
- 18 pour Jarno Trulli
- 18 pour Timo Glock

Abandons
- 4 pour Timo Glock
- 3 pour Jarno Trulli

Meilleurs résultats en qualification
- 1 départ en 2e position pour Jarno Trulli au Grand Prix du Brésil.
- 1 départ en 5e position pour Timo Glock au Grand Prix de Hongrie.

Points inscrits
- 56 points pour Toyota F1 Team
- 31 points pour Jarno Trulli
- 25 points pour Timo Glock

Classements aux championnats du monde
- Toyota F1 Team : 5e avec 56 points.
- Jarno Trulli : 9e avec 31 points.
- Timo Glock : 10e avec 25 points.

## Résultats en championnat du monde de Formule 1
| Saison | Écurie                  | Moteur    | Pneus       | Pilotes      | Courses | Courses | Courses | Courses | Courses | Courses | Courses | Courses | Courses | Courses | Courses | Courses | Courses | Courses | Courses | Courses | Courses | Courses | Points inscrits | Classement |
| Saison | Écurie                  | Moteur    | Pneus       | Pilotes      | 1       | 2       | 3       | 4       | 5       | 6       | 7       | 8       | 9       | 10      | 11      | 12      | 13      | 14      | 15      | 16      | 17      | 18      | Points inscrits | Classement |
| ------ | ----------------------- | --------- | ----------- | ------------ | ------- | ------- | ------- | ------- | ------- | ------- | ------- | ------- | ------- | ------- | ------- | ------- | ------- | ------- | ------- | ------- | ------- | ------- | --------------- | ---------- |
| 2008   | Panasonic Toyota Racing | Toyota V8 | Bridgestone |              | AUS     | MAL     | BHR     | ESP     | TUR     | MON     | CAN     | FRA     | GBR     | GER     | HUN     | EUR     | BEL     | ITA     | SIN     | JPN     | CHN     | BRA     | 56              | 5e         |
| 2008   | Panasonic Toyota Racing | Toyota V8 | Bridgestone | Jarno Trulli | Abd     | 4e      | 6e      | 8e      | 10e     | 13e     | 6e      | 3e      | 7e      | 9e      | 7e      | 5e      | 16e     | 13e     | Abd     | 5e      | Abd     | 8e      | 56              | 5e         |
| 2008   | Panasonic Toyota Racing | Toyota V8 | Bridgestone | Timo Glock   | Abd     | Abd     | 9e      | 11e     | 13e     | 12e     | 4e      | 11e     | 12e     | Abd     | 2e      | 7e      | 9e      | 11e     | 4e      | Abd     | 7e      | 6e      | 56              | 5e         |

Légende : ici 